# Hiperóriás

Méret összehasonlítás a Nap és a VY Canis Majoris között, amely jelenleg az egyik legnagyobb ismert csillag.

A hiperóriás (Luminozitás 0) olyan csillag, amely hatalmas tömeggel és fényerővel rendelkezik, élete során nagyon magas arányú tömegveszteséget szenved el.

## Ismert hiperóriások

### Fényes kék változók
A legtöbb fényes kék változó minősül hiperóriásnak, amelyek valóban a legfényesebb ismert csillagok:
- P Cygni északon a Hattyú csillagképben.
- S Doradus a Nagy Magellán-felhőben délen az Aranyhal csillagképben. Ebben a galaxisban van SN 1987A szupernóva amely maga is hiperóriás volt.
- Éta Carinae az NGC 3372 ködön belül a déli Hajógerinc csillagképben. Az éta Carinae rendkívül nagy tömegű, talán 120-150-szerese lehet a Napénak, és 4-5 milliószor fényesebb.
- A Pisztoly-csillag a Tejútrendszer központjának közelében a Nyilas csillagképben. A Pisztoly csillag mintegy 150-szer nagyobb tömegű, és mintegy 1,7 milliószor fényesebb mint a Nap.
- Számos csillag található a Cl* 1806-20 halmazban a Tejútrendszer másik oldalán. Az egyik ilyen csillag az LBV 1806-20 amely a legfényesebb ismert csillag, a fényessége 2-40 milliószorosa a Napénak, és a legnagyobb tömegű.

### Kék hiperóriások
- Zeta¹ Scorpii egy fényes LBV-nek jelölt csillag.
- MWC 314 a Sas csillagképben, ez egy másik LBV-nek jelölt csillag.
- HD 169454 a Pajzs csillagképben.
- BD -14° 5037 az utóbbi közelében található.
- Cygnus OB2-12 egy fényes LBV-nek jelölt csillag.
- R136a1 a legnagyobb tömegű csillag amit eddig bejelentettek, a becslések szerint 265 naptömegű.

### Fehér hiperóriás
- 6 Cassiopeiae

### Sárga hiperóriások
A Sárga hiperóriások rendkívül ritka típusú csillagok, mindössze hét ilyen csillagot fedeztek fel a galaxisban.
- Ró Cassiopeiae az északi félgömbön, a Kassziopeia csillagképben található, mintegy 500 000-szer fényesebb mint a Nap.
- V509 Cassiopeiae
- IRC+10420

### Vörös hiperóriások
- RW Cephei
- NML Cygni
- VX Sagittarii
- VV Cephei
- S Persei
- VY Canis Majoris az egyik legnagyobb átmérőjű ismert csillag, 1420-szorosa a Napénak. A Nap helyébe képzelve a Jupiter pályáján túl érne.